# زالو
زالو نوعی کرم حلقوی است. زالو جانوری از گروه کرم‌های آبزی و از راستهٔ آرواره‌داران است. بدن جانور قابلیت انقباض و انبساط فراوان دارد، طول بدن بین ۳ تا ۲۵ سانتی‌متر و عرض بدن حدود ۱ سانتی‌متر است. در جلوی بدن یک بادکش وجود دارد که مرکب از ۲ حلقه است و دهان در این ناحیه واقع شده است و در انتهای بدن یک بادکش مدور مرکب از ۷ حلقه دارد که توسط این بادکش خود را به یک نقطه متصل می‌کند و نقطهٔ اتکایی است برای حرکت کردن.
زالو ۳ فک دارد و هر فک ۱۰۰ دندان دارد؛ یعنی یک زالو حدود ۳۰۰ دندان فوق‌العاده ریز دارد.
اکثر زالوها در اطراف آب‌های شیرین زندگی می‌کنند، در حالی‌که بعضی گونه‌ها را می‌توان در خاک و همچنین اطراف دریاها یافت. شناخته‌شده‌ترین زالوها، مثل زالوهای دارویی که در زالودرمانی استفاده می‌شوند خون‌خوراک هستند و از خون مهره‌داران و همولنف بی‌مهرگان تغذیه می‌کنند. به‌هرحال بیشتر گونه‌های زالوها شکارچی هستند و در درجه اول با بلع دیگر بی‌مهرگان تغذیه می‌کنند. در حال حاضر تقریباً ۷۰۰ گونه از زالوها شناخته شده‌اند، که ۱۰۰ تا دریایی، ۹۰ تا زمینی و بقیهٔ آن‌ها از آرایهٔ آب‌های شیرین هستند.
از لحاظ تاریخی زالوها در پزشکی (زالودرمانی)، برای گرفتن خون از بیماران استفاده می‌شده‌اند. سابقهٔ عمل زالودرمانی به ایران، چین، هندوستان و یونان قدیم بازمی‌گردد که تا قرن هیجدهم و نوزدهم در اروپا و آمریکای شمالی ادامه یافت. در دوران مدرن، از زالو در مراحلی مانند چسباندن مجدد اجزای بدن در جراحی‌های ترمیمی و پلاستیک و در آلمان برای درمان آرتروز استفاده می‌کنند.

## آناتومی و فیزیولوژی

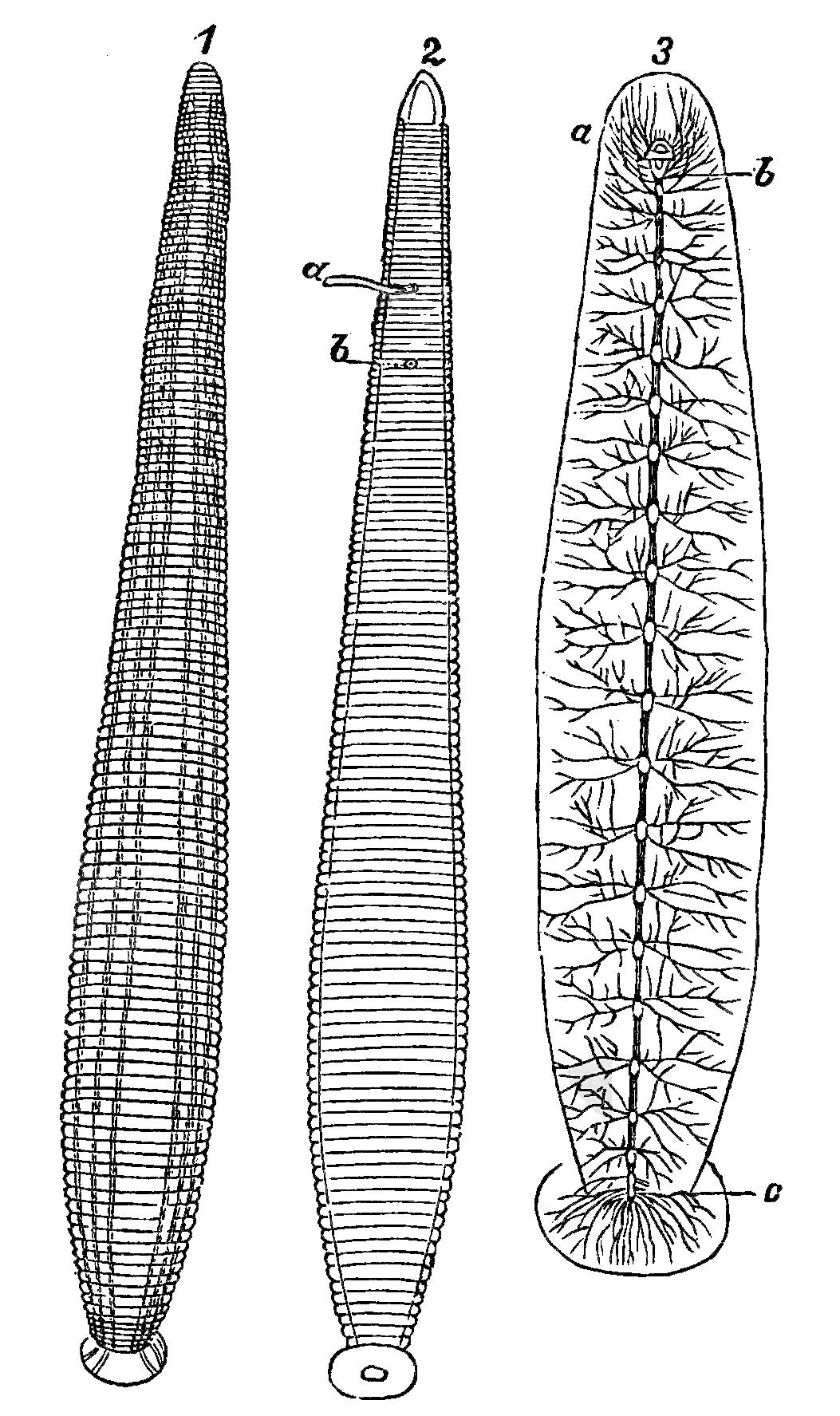
زالو و سیستم عصبی‌اش

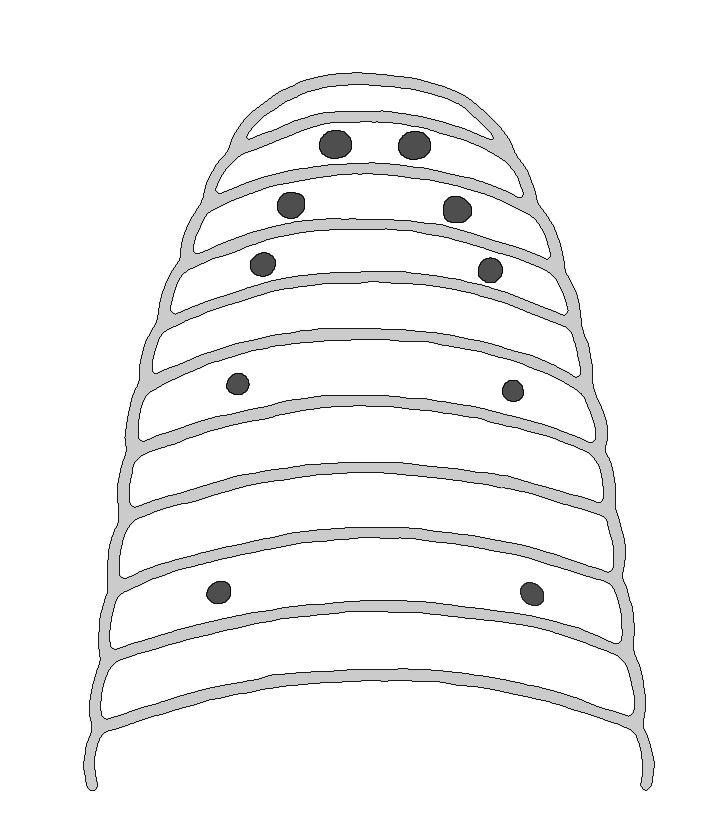
تعداد و مکان چشم‌ها برای تشخیص گونه‌های زالو ضروری هستند.

مثل دیگر حلقوی‌تباران زالو حیوانی بندبند است، اما بی‌شباهت به دیگر حلقوی‌تباران هیچ ارتباطی بین تقسیم‌بندی سطح خارجی بدن یک زالو و اندام‌های داخلی‌اش وجود ندارد. سطح بدن حیوان می‌تواند به ۱۰۲ حلقه تقسیم شود. درحالی که ساختار داخلی‌اش به ۳۲ بخش تقسیم شده است. از ۳۲ بخش داخلی بدن، ۴ تای جلویی اختصاص به قسمت سر دارد، که شامل مغز قدامی و یک مکنده است. بعد از سر ۲۱ بند بعدی، بخش میانی بدن متشکل از ۲۱ غدهٔ عصبی، دو اندام تناسلی، و ۹ جفت بیضه است. سرانجام۷بند آخر ترکیب شده‌اند تا دم و مغز خلفی جانور را تشکیل بدهند.

## تولید مثل و نمو
زالوها هرمافرودیت هستند، به این معنی که هم اندام تناسلی ماده و هم نر را دارند (به ترتیب تخمدان و بیضه). زالوها با تکثیر متقابل تولیدمثل می‌کنند، و درهنگام آمیزش اسپرم منتقل می‌شود. زالوها مانند کرم‌های خاکی، برای نگهداری تخم‌هایشان از کمربند تناسلی استفاده کرده و آن‌ها را در پیله‌ای پنهان می‌کنند.
در حین آمیزش زالوها از تزریق زیرجلدی اسپرم خود استفاده می‌کنند. آن‌ها از یک اسپرماتوفر، که یک ساختار حاوی اسپرم است، استفاده می‌کنند. گاهی در کنار یکدیگر، در حالی که جلوی یکی رو به پشت دیگری است قرار می‌گیرند و هر زالو اسپرماتوفر خود را به اندام دیگری تزریق می‌کند که اسپرمش از آنجا راه خود را به طرف اندام تناسلی زنانه پیدا خواهد کرد. رشد لارو به عنوان یک سری از مراحل رخ می‌دهد. در اولین مرحله سلول تقسیم شده و موجب به وجود آمدن یک جوانه‌سای AB و CD می‌شود و در مرحلهٔ تقسیم سلولی میان‌چهر است که سیتوپلاسم بدون یاخته که تلوپلاسم نامیده می‌شود شکل می‌گیرد. تلوپلاسم به عنوان عامل تعیین‌کنندهٔ سرنوشت سلول D شناخته شده است. در مرحلهٔ ۳ هنگام دومین تقسیم سلولی در بلاستومر CD تقسیمی نامساوی رخ می‌دهد. در نتیجه موجب به وجود آمدن یک سلول بزرگتر D در سمت چپ و یک سلول کوچکتر C در سمت راست می‌شود. این مرحلهٔ تقسیم نامساوی به تارچه، بستگی دارد و در پایان مرحلهٔ ۳ سلول AB تقسیم می‌شود. در مرحلهٔ ۴ نمو، سلول‌های بنیادی میکرومرها و تلوبلاست‌ها تشکیل می‌شوند و در نتیجه، D quadrant برای تشکیل سلول‌های پیش‌ساز DM و DNOPQ تلوبلاست تقسیم می‌شود. در پایان مرحلهٔ ۶ زیگوت شامل ۲۵ میکرومر، ۳ ماکرومر(A, B وC)و ۱۰ تلوبلاست مشتق از D quadrant است.
تلوبلاست‌ها جفت‌هایی از پنج نوع مختلف (M, N, O, P, and Q) از یاخته بنیادی جنینی هستند که ستون‌های بندبند سلول‌ها را در سطح بدن جنین شکل می‌دهند. یاخته‌های مشتق شده از تلوبلاست نوع M یاخته‌های مزودرم و مجموعهٔ کوچکی از یاخته‌های عصبی را می‌سازد، یاخته‌های مشتق شده از تلوبلاست نوع N منجر به ساخت بافت‌های عصبی و تعدادی از اکتودرم شکمی می‌شود.Q در ساخت اکتودرم پشتی همکاری می‌کند و در زالوها O, P هم اثر هستند (دارای پتانسیل رشد یکسان) که اکتودرم جانبی تولید می‌کند. به‌هرحال تفاوت آن دو این است که P نسبت به O دسته بزرگتری از یاخته‌های روپوست پشتی و جانبی تولید می‌کند. در کرم‌های لجن برکه، بی‌شباهت به زالوها، تلو بلاست‌های نوع O, P در همان مراحل اولیه نمو از هم مجزا می‌شوند و بنابراین یاخته‌های هم اثر نیستند. هر بخش از بدن زالو از یک سلول‌از نوع M, O، P و دو سلول از نوع N ,Q تشکیل شده است.
اکتودرم و مزودرم تنه به‌طور انحصاری از یاخته‌های تلوبلاست از ناحیه‌ای به نام منطقه پیشرفت خلفی مشتق می‌شوند. سر زالو که از ناحیهٔ بدون بندبند بیرون می‌آید، بوسیلهٔ اولین گروهی از میکرومرهایی که از یاخته‌های A, B، C, D مشتق شده‌اند با ایجاد تقارن بین یاخته‌های AD و BC شکل می‌گیرد.

## شرایط محیطی مناسب برای پرورش زالو
دمای مناسب، آب مناسب، نور مناسب و فضای آرام و بدون ارتعاش سه مورد از شرایط محیطی است که برای پرورش زالو باید فراهم کنید.

#### دمای مناسب
اولین و اساسی‌ترین فاکتور در مورد محل زندگی زالوها دمای مناسب است، دمای بالا سریعاً سبب تحلیل رفتن قدرت و توان زالو و در نتیجه مرگ این جانور می‌شود.

#### آب مصرفی مناسب
اولین و اساسی‌ترین فاکتور در مورد محل زندگی زالوها دمای مناسب است، دمای بالا سریعاً سبب تحلیل رفتن قدرت و توان زالو و در نتیجه مرگ این جانور می‌شود.
یکی دیگر فاکتورهای شرایط محیطی پرورش زالو آب مناسب است، آب مصرفی پرورش زالو باید دارای شرایط زیر باشد:
- کیفیت آب

آب باید تمیز و بدون آلاینده‌های شیمیایی و بیولوژیکی باشد. استفاده از آب چشمه، آب چاه یا آب شهری که از فیلترهای مناسب عبور کرده باشد، توصیه می‌شود. آب باید دارای اکسیژن کافی باشد و غلظت مواد آلی در حد متعارف باشد.
- دمای آب

دمای مناسب برای پرورش زالو درمانی بین ۲۰ تا ۲۷ درجه سانتی‌گراد (۶۸ تا ۸۰ درجه فارنهایت) است. حفظ دمای پایدار در این محدوده برای رشد و تولیدمثل بهینه زالوها ضروری است.
- فضا آب

زالوها نیاز به فضای کافی برای حرکت دارند. تراکم زالوها در واحد حجم آب نباید زیاد باشد تا از استرس و بیماری‌های ناشی از ازدحام جلوگیری شود.
- فاقد کلر

کلر برای زالو کشنده است اما برای ضدعفونی آب مصرفی برای پرورش زالو باید از کلر استفاده شود، اگر آب کلر زده بلافاصله استفاده شود کشنده می‌باشد، و باید با صرف زمان و اکسیژن دهی کلر را دفع کرد. اگر آب مصرفی را از آب لوله‌کشی شهر تأمین نمی‌کنید، بهتر است آب مصرفی خود را جهت اطمینان کامل به طریق زیر ضد عفونی نمایید. (توجه کنید هر آبی بدون توجه به منبع، زلالی یا رنگ و بو و مزه آن برای پرورش زالو غیر بهداشتی محسوب می‌شود مگر اینکه با کلر ضد عفونی شود)
سه قاشق مربا خوری (۱۵ گرم) گرد پر کلرین را به یک بطری با حجم یک لیتر آب اضافه نمایید رنگ بطری تیره باشد و مخلوط نمایید به محلول بوجود آمده از یک لیتر آب و ۱۵ گرم گرد پر کلرین محلول مادر می‌گویند. و سپس هفت قطره از این محلول (محلول مادر) را به یک لیتر آب اضافه نموده و بهم بزنید. پس از نیم ساعت با اطمینان خاطر مصرف کنید.
- فاقد املاح سنگین و فلزاتی مانند سرب و آهن و جیوه
- فاقد نمک، آهک و گچ
- سختی آب مناسب

زالوها در آب با سختی متوسط (بین ۱۰۰ تا ۲۰۰ میلی‌گرم بر لیتر کربنات کلسیم) بهتر رشد می‌کنند. آب خیلی نرم یا خیلی سخت می‌تواند بر سلامت زالوها تأثیر منفی بگذارد.
- پی اچ بین ۶٬۵ تا ۸٬۵

زالوها در آب با pH خنثی تا کمی قلیایی (بین ۷ تا ۸) بهترین عملکرد را دارند. pH خیلی اسیدی یا خیلی قلیایی می‌تواند به زالوها آسیب برساند.
- فاقد آمونیاک

از موارد مهم دیگر در آب مصرفی برای پرورش زالو نبود آمونیاک در آب است، وجود آمونیاک در محل پرورش زالو همانند دمای بالا باعث ضعیف شدن زالوها شده و به مرور باعث از بین رفتن آن‌ها می‌شود.

#### نور
زالوها به نور کم تا متوسط نیاز دارند. نور شدید می‌تواند باعث استرس زالوها شود، بنابراین بهتر است محل پرورش زالوها در مکانی با نور غیرمستقیم و کم قرار گیرد.

#### نبودن ارتعاش و سر و صدا
فاکتور بعدی که زالوها را بسیار تحت شعاع قرار داده ارتعاشات و سر و صدا می‌باشد محل کارگاه پرورش زالو باید کمترین ارتعاش و سر و صدا را داشته باشد و حتی از نگهداری سگ در محل پرورش زالو و سر و صدای ایجاد شده از این جاندار اجتناب گردد. ارتعاشات زیاد و ایجاد سر و صدا باعث به تأخیر افتادن فصل زایش زالوها می‌شود.